# Владо Танески
Владо Танески (1952 — 23. јун 2008) је био македонски новинар који је извјештавао о криминалу, а касније постао серијски убица. Његова каријера новинара, која је трајала преко 20 година, прекинута је јуна 2008. због убиства двије жене, о чијим убиствима је такође написао чланке. Ти чланци су изазвали сумњу код полиције јер су садржали информације које нису пуштене у јавност. Када су ДНК тестови показали да је Танески повезан са убиствима, ухапшен је 22. јуна 2008. а већ наредног дана је пронађен мртав у својој ћелији, због очигледног самоубиства.

## Биографија
Новинарска каријера Влада Танеског је трајала више од двадесет година. Живио је одвојено од супруге са којом је имао двоје дјеце, а имао је и напет однос са својом покојном мајком. Његов отац је починио самоубиство 1990. године.

## Убиства и самоубиство
Танески је постао сумњив по питању злочина након што је написао чланке о убиствима три жене у Кичеву, у Македонији. Жртве су биле Митра Симјаноска, 64 године, пронађена мртва 2005. године, Љубица Личоска, 56 година, убијена у фебруару 2007, Живана Темелоска, 65 г. убијена у мају 2008. Полиција је такође планирала да пита Танеског за нестанак 78-годишње Горице Павлеске 2003. године. Све те жене су биле сиромашне, необразоване чистачице, које су, као и његова мајка зарађивале за живот. Његова мајка их је све познавала.
Према полицији, чланци садрже информације које нису пуштене у јавност. За разлику од свих других извјештаја у македонској штампи о убиствима, Танески је знао, на примјер, коју врсту телефонског кабла користи убица. Ухапшен је 22. јуна 2008. након што је његова ДНК упоређена са спермом нађеном на жртвама. Био је оптужен за убиство двије жене, а полиција се спремала да га оптужи и за треће. Наредног дана, нађен је мртав у својој затворској ћелији у Тетову, након очигледног самоубиства. Глава му је била у канти воде.